# بني سنجاج (امريزيڭ)
بني سنجاج هي إحدى مشيخات المملكة المغربية، تتبع جغرافيا لإقليم سطات وإداريًا لامريزيڭ. يقدر عدد سكانها بـ 2541 نسمة حسب الإحصاء الرسمي للسكان والسكنى لسنة 2004.